# Spiranthes praecox
Spiranthes praecox är en orkidéart som först beskrevs av Thomas Walter, och fick sitt nu gällande namn av Sereno Watson. Spiranthes praecox ingår i släktet skruvaxsläktet, och familjen orkidéer. Inga underarter finns listade i Catalogue of Life.